# Jobner
Jobner é uma cidade e um município no distrito de Jaipur, no estado indiano de Rajastão.

## Geografia
Jobner está localizada a 26° 58′ N, 75° 23′ L. Tem uma altitude média de 400 metros (1312 pés).

## Demografia
Segundo o censo de 2001, Jobner tinha uma população de 10,496 habitantes. Os indivíduos do sexo masculino constituem 52% da população e os do sexo feminino 48%. Jobner tem uma taxa de literacia de 64%, superior à média nacional de 59.5%: a literacia no sexo masculino é de 75% e no sexo feminino é de 51%. Em Jobner, 16% da população está abaixo dos 6 anos de idade.